# Daisetsu Teitaro Suzuki
Daisetsu Teitaro Suzuki (鈴木 大拙 Suzuki Daisetsu, 18 de outubro de 1870 – 22 de julho de 1966) foi um famoso autor japonês de livros sobre Budismo, Zen e Jodo Shinshu e responsável, em grande parte, pela introdução destas filosofias no Ocidente. Suzuki também foi um prolífico tradutor de literatura chinesa, japonesa e sânscrita. Passou períodos longos ensinando ou dando palestras em universidades ocidentais e devotou vários anos a seu professorado numa universidade budista japonesa, Otani. Continuou leigo até o fim da vida, nunca fazendo os votos monásticos para tornar-se monge.

## Vida
Daisetz Teitaro Suzuki, nascido Teitarō Suzuki, estudou na Universidade Imperial de Tóquio. Recebeu seu nome monástico do Mestre Zen Soyen Shaku. Daisetsu (do japonês 大拙) quer dizer "Grande Humildade". Mestre Shaku era então abade dos mosteiros Engaku-ji e Kencho-ji, os dois em Kamakura. Foi em 1896 que Suzuki alcançou o satori, grande experiencia religiosa dentro do budismo, e passou a acompanhar o mestre no Congresso Mundial das Religiões, em Chicago, permanecendo lá traduzindo textos. Voltou ao Japão em 1920 e lecionou na Universidade Otani de Kyoto até se aposentar. Era conhecido apenas pelos núcleos mais eruditos, mas depois da Segunda Grande Guerra passou a ser uma das principais fontes sobre budismo para o Ocidente.